# 남동논현도서관
남동논현도서관은 인천광역시 남동구에 있는 공립 도서관이다.

## 연혁
- 2021년 1월 18일 시범 운영.
- 2021년 6월 16일 정식 개관.